# Curcuma glauca
Curcuma glauca là một loài thực vật có hoa trong họ Gừng. Loài này được Nathaniel Wallich mô tả khoa học đầu tiên ngày 5 tháng 4 năm 1834 và in trong số 7 tạp chí Transactions of the Medical and Physical Society of Calcutta năm 1835 dưới danh pháp Hitchenia glauca. Năm 2015, Jana Leong-Škorničková chuyển nó sang chi Curcuma.
Mẫu định danh Wallich 6594 thu thập tại ngọn đồi ven sông Irrawaddy gần Prome (nay là Pyay, vùng Bago, nam trung bộ Myanmar.

## Phân bố
Loài này có tại Myanmar.